# Криськ
Криськ (пол. Krysk) — село в Польщі, у гміні Нарушево Плонського повіту Мазовецького воєводства.
Населення — 201 особа (2011).
У 1975-1998 роках село належало до Цехановського воєводства.

## Демографія
Демографічна структура станом на 31 березня 2011 року:
|          | Загалом | Допрацездатний вік | Працездатний вік | Постпрацездатний вік |
| -------- | ------- | ------------------ | ---------------- | -------------------- |
| Чоловіки | 113     | 24                 | 79               | 10                   |
| Жінки    | 88      | 15                 | 50               | 23                   |
| Разом    | 201     | 39                 | 129              | 33                   |